# Wim Prinsen

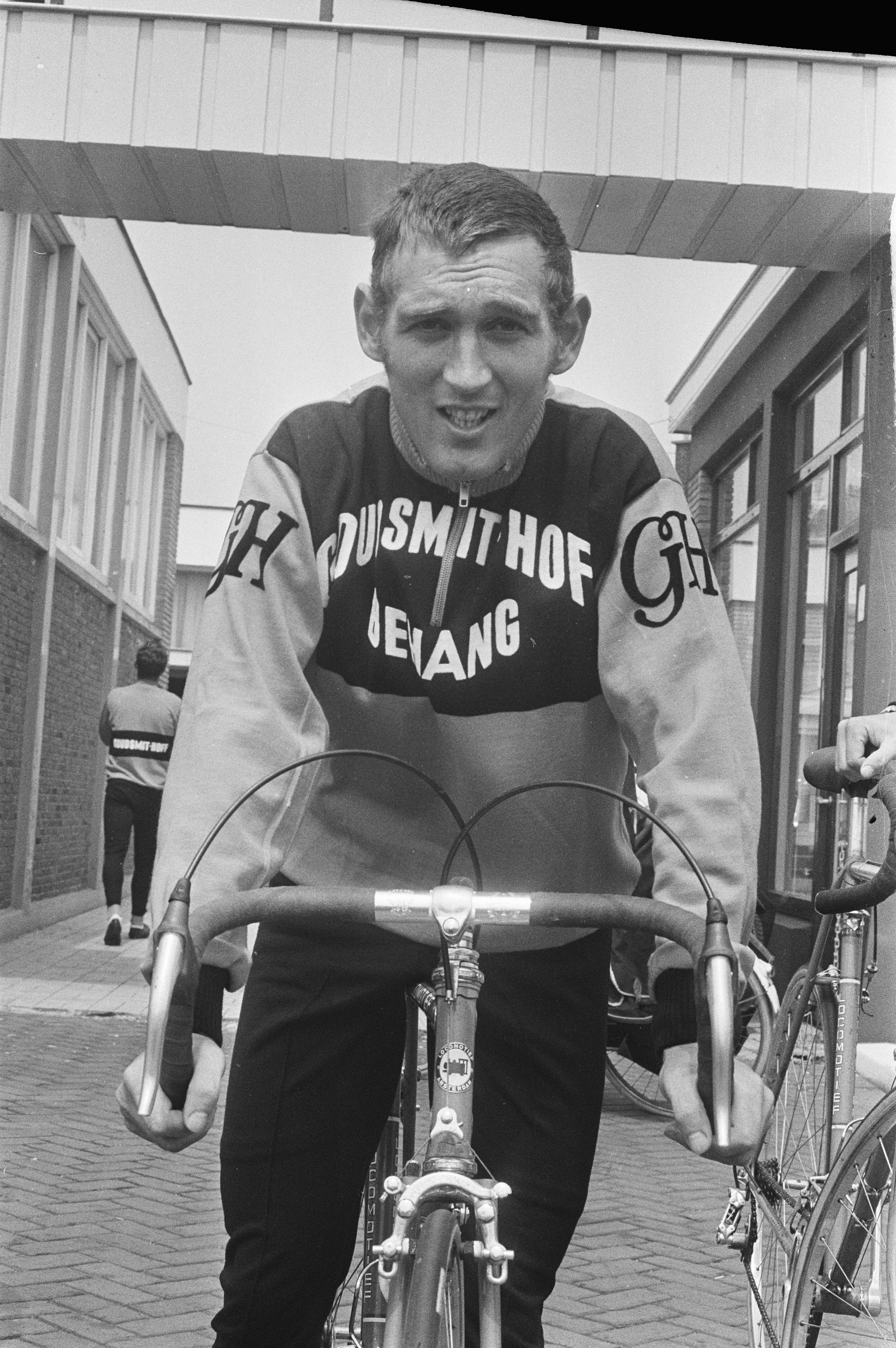
Wim Prinsen (1972)

Wim Prinsen (* 8. März 1945 in Haastrecht; † 17. Dezember 1977 in Oosterhout) war ein niederländischer Radrennfahrer.

## Sportliche Laufbahn
Als Amateur gewann er 1969 die 1. Etappe der Österreich-Rundfahrt.
Von 1971 bis 1977 war er als Berufsfahrer aktiv. Er begann seine Karriere im Radsportteam Goudsmit-Hoff. Prinsen blieb in allen seinen Teams Domestik für verschiedene Kapitäne. In seiner ersten Saison als Profi wurde er Vize-Meister im Straßenrennen hinter Joop Zoetemelk und Dritter im Eintagesrennen um den Großen Preis des Kantons Aargau. 1972 siegte er mit seinem Team im Prolog der Tour de Suisse. In der Tour Nivernais Morvan gewann er eine Etappe.
Viermal war er am Start der Tour de France. 1971 wurde er 59. des Endklassements, 1972 61., 1974 78. und 1973 schied er aus. In der Vuelta a España kam er 1971 auf den 40. und 1972 auf den 38. Rang. Prinsen starb an einem Herzstillstand während einer Sportveranstaltung.

## Familiäres
Sein Bruder Henk Prinsen war ebenfalls Radprofi, ebenso sein Cousin Ad Prinsen.